# ساوت هانتینگتون (نیویورک)
ساوت هانتینگتون (به انگلیسی: South Huntington) یک منطقهٔ مسکونی در ایالات متحده آمریکا است که در شهرستان سافک، نیویورک واقع شده‌است. ساوت هانتینگتون ۸٫۸ کیلومتر مربع مساحت و ۹٬۴۲۲ نفر جمعیت دارد و ۶۳ متر بالاتر از سطح دریا واقع شده‌است.